# Judo als Jocs Olímpics d'estiu de 1984
Als Jocs Olímpics d'Estiu de 1984 celebrats a la ciutat de Los Angeles (Estats Units d'Amèrica) es disputaren 8 proves de judo en categoria masculina. La competició es desenvolupà al Eagles Nest Arena de la Universitat Estatal de Califòrnia, Los Angeles el dia 4 d'agost de 1984.
Hi participaren un total de 212 judoques de 61 comitès nacionals diferents.

## Resum de medalles
| Prova          | Or                 | Argent              | Bronze             |
| – 60 kg        | Shinji Hosokawa    | Kim Jae-Yup         | Neil Eckersley     |
| – 60 kg        | Shinji Hosokawa    | Kim Jae-Yup         | Edward Liddie      |
| – 65 kg        | Yoshiyuki Matsuoka | Hwang Jung-Oh       | Marc Alexandre     |
| – 65 kg        | Yoshiyuki Matsuoka | Hwang Jung-Oh       | Josef Reiter       |
| – 71 kg        | Ahn Byeong-Keun    | Ezio Gamba          | Kerrith Brown      |
| – 71 kg        | Ahn Byeong-Keun    | Ezio Gamba          | Luis Onmura        |
| – 78 kg        | Frank Wieneke      | Neil Adams          | Mircea Frăţică     |
| – 78 kg        | Frank Wieneke      | Neil Adams          | Michel Nowak       |
| – 86 kg        | Peter Seisenbacher | Robert Berland      | Walter Carmona     |
| – 86 kg        | Peter Seisenbacher | Robert Berland      | Seiki Nose         |
| – 95 kg        | Ha Hyoung-Zoo      | Douglas Vieira      | Bjarni Friðriksson |
| – 95 kg        | Ha Hyoung-Zoo      | Douglas Vieira      | Günther Neureuther |
| + 95 kg        | Hitoshi Saito      | Angelo Parisi       | Mark Berger        |
| + 95 kg        | Hitoshi Saito      | Angelo Parisi       | Cho Yong-Chul      |
| Categoria Open | Yasuhiro Yamashita | Mohamed Ali Rashwan | Mihai Cioc         |
| Categoria Open | Yasuhiro Yamashita | Mohamed Ali Rashwan | Arthur Schnabel    |

## Medaller
| Posició | País          | Or | Argent | Bronze | Total |
| 1       | Japó          | 4  | 0      | 1      | 5     |
| 2       | Corea del Sud | 2  | 2      | 1      | 5     |
| 3       | RFA           | 1  | 0      | 2      | 3     |
| 4       | Àustria       | 1  | 0      | 1      | 2     |
| 5       | Brasil        | 0  | 1      | 2      | 3     |
| 5       | França        | 0  | 1      | 2      | 3     |
| 5       | Regne Unit    | 0  | 1      | 2      | 3     |
| 8       | Estats Units  | 0  | 1      | 1      | 2     |
| 9       | Egipte        | 0  | 1      | 0      | 1     |
| 9       | Itàlia        | 0  | 1      | 0      | 1     |
| 11      | Romania       | 0  | 0      | 2      | 2     |
| 12      | Canadà        | 0  | 0      | 1      | 1     |
| 12      | Islàndia      | 0  | 0      | 1      | 1     |